# وستارية ماصة
وستارية ماصة (الاسم العلمي:Wisteria ventusa) هي نوع من النباتات تتبع جنس الوستارية من الفصيلة البقولية.